# Гладкое расслоение
Гладкое расслоение — локально тривиальное расслоение с гладкими функциями перехода.

## Определение
Пусть {\displaystyle Y} и {\displaystyle X} — гладкие многообразия. Эпиморфизм многообразий {\displaystyle \pi \colon Y\to X} называется гладким расслоением, если существуют: открытое покрытие {\displaystyle (U_{i})} многообразия {\displaystyle X}, многообразие {\displaystyle V} и семейство диффеоморфизмов {\displaystyle \varphi _{i}\colon \pi ^{-1}(U_{i})\to U_{i}\times V}, связанных гладкими функциями перехода {\displaystyle \rho _{ij}=\varphi _{i}\varphi _{j}^{-1}} на {\displaystyle (U_{i}\cap U_{j})\times V}.
Гладкое расслоение является локально тривиальным расслоением с пространством расслоения {\displaystyle Y}, базой {\displaystyle X}, типичным слоем {\displaystyle V} и атласом расслоения {\displaystyle (U_{i},\;\varphi _{i},\;\rho _{ij})}. Замкнутое подмногообразие {\displaystyle \pi ^{-1}(x)\subset Y} называется типичным слоем гладкого расслоения в точке {\displaystyle x\in X}.

## Примеры
- Векторное расслоение, в частности касательное расслоение
- Главное расслоение

## Свойства
- Пространство расслоения {\displaystyle Y} наделено координатным атласом {\displaystyle (x^{\mu },\;y^{a})}, где {\displaystyle (y^{a})} — координаты на {\displaystyle V} и {\displaystyle (x^{\mu })} — координаты на {\displaystyle X}, функции перехода которых не зависят от координат {\displaystyle (y^{a})}.
- Для всякой точки {\displaystyle x\in X} существует открытая окрестность {\displaystyle U} и вложение {\displaystyle s\colon U\to Y}, такое что {\displaystyle \pi \circ s=\mathrm {Id} \,(U)}. Это отображение называется (локальным) сечением гладкого расслоения.

## Вариации и обобщения
- Слоение
- Суперрасслоение
- Градуированное расслоение
- Банахово и гильбертово расслоения